# Operacja Szmone
Operacja Szmone (hebr. מִבְצָע שְׁמוֹנֶה, Miwca Szmone; pol. Operacja Osiem) – izraelska operacja wojskowa przeprowadzona podczas I wojny izraelsko-arabskiej w dniu 9 listopada 1948 przeciwko egipskiej armii w rejonie fortu Irak Suwajdan w północno-zachodniej części pustyni Negew. Operacja zakończyła się sukcesem Izraelczyków.

## Tło wydarzeń

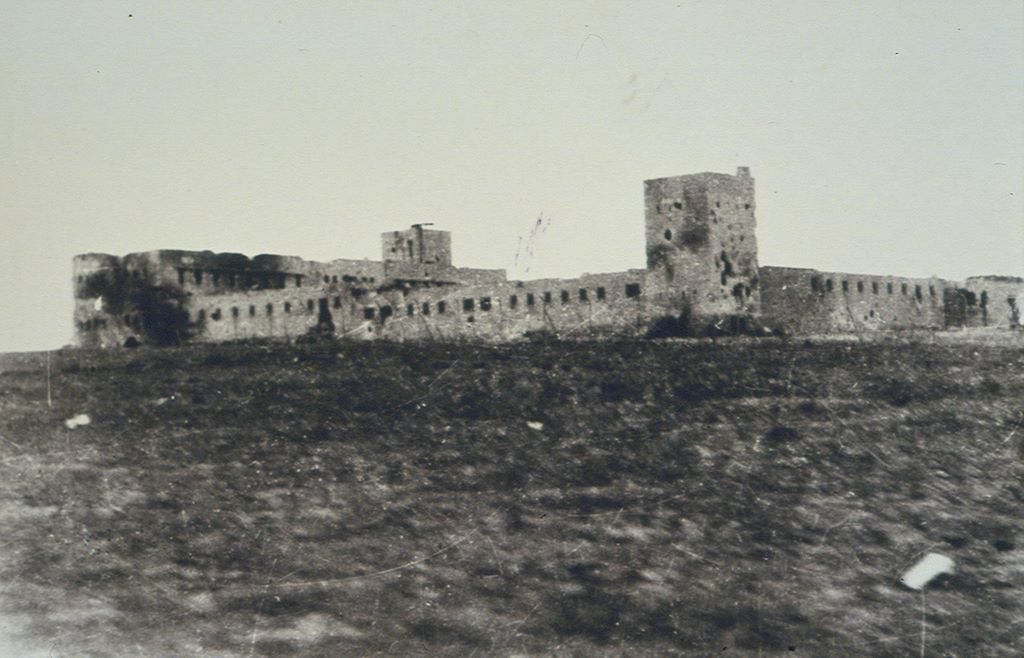
Fort Tegart w Irak Suwajdan, październik 1948

Arabska wioska Irak Suwajdan zajmowała ważne strategicznie miejsce przy skrzyżowaniu dróg al-Majdal do Hebronu i z północy na południe pustyni Negew. W następstwie arabskich rozruchów 1936–1939 w Mandacie Palestyny, brytyjskie władze wybudowały przy wiosce fort policji (Fort Tegart). Zajmował on dogodną lokalizację i kontrolował cały ruch w okolicy. Na mocy Rezolucji Zgromadzenia Ogólnego ONZ nr 181 z dnia 29 listopada 1947, w Palestynie miały powstać dwa państwa: żydowskie i arabskie. W wyniku odrzucenia przez Arabów planu podziału Palestyny, w listopadzie 1947 wybuchła wojna domowa w Mandacie Palestyny (1947-1948), której kontynuacją była rozpoczęta w maju 1948 I wojna izraelsko-arabska. W przeciwieństwie do wcześniejszej wojny domowej, była to typowa wojna o charakterze konwencjonalnym, w którym zaangażowało się szereg państw arabskich. Na froncie południowym, część pustyni Negew, pas wybrzeża i większą część Judei zajęły wojska egipskie. W dniu 15 maja brytyjskie władze mandatowe przekazały strategiczny fort Irak Suwajdan pod kontrolę lokalnej arabskiej milicji, którą wzmocnili egipscy ochotnicy z Bractwa Muzułmańskiego. Głównodowodzący egipskiego korpusu ekspedycyjnego, generał Ahmad Ali al-Muwawi dobrze rozumiał znaczenie tego fortu, i natychmiast wzmocnił jego obronę oddziałem regularnych żołnierzy.
W pierwszej fazie wojny na pustyni Negewie pozostała w całkowitej izolacji żydowska enklawa złożona z kilkunastu osiedli. Fort Irak Suwajdan stanowił główną przeszkodę w dostarczeniu do nich zaopatrzenia. Fort służył także jako wysunięta baza wykorzystywana podczas bitew o kibuc Negba (2 czerwca i 12 lipca 1948). Dla izraelskiego dowództwa priorytetem na froncie południowym było dostarczenie zaopatrzenia do żydowskiej enklawy na Negewie. W tym celu przeprowadzono szereg nieudanych operacji wojskowych, w trakcie których doszło do siedmiu szturmów na fort Irak Suwajdan. Do pierwszego doszło tuż po zajęciu budynków fortu przez Bractwo Muzułmańskie. Atakujący 53 Batalion Brygady Giwati utknął pod ogniem karabinów i musiał wycofać się. Następnie w nocy z 18 na 19 maja próbę zdobycia fortu od północy podjęły połączone siły 53 i 54 Batalionu. Te same jednostki powtórzyły próbę dwa dni później. Następnie, w nocy z 10 na 11 czerwca zaatakowali żołnierze z Brygady Negew. W trakcie niektórych z tych ataków, nacierającym udało się nawet dotrzeć w bezpośrednie sąsiedztwo fortu, musieli jednak za każdym razem wycofać się pod ciężkim ostrzałem broni maszynowej. Egipcjanie widząc wciąż powtarzające się próby zdobycia fortu, utworzyli w jego otoczeniu system fortyfikacji złożony z zasieków z drutu kolczastego i pól minowych. Podczas operacji An-Far (9–15 lipca) fort był bezskutecznie atakowany przez 52 Batalion Brygady Giwati. W trakcie następnej operacji Mawet la-polesz (16–18 lipca) fort był celem niewielkich działań o charakterze dywersyjnym. Do kolejnego ataku doszło podczas operacji Jo’aw (15–22 października). Tym razem natarcie zostało poprzedzone bombardowaniem z powietrza i ciężkim ostrzałem artyleryjskim. Podczas natarcia 51 Batalionu, z użyciem gazu łzawiącego, czterem żołnierzom udało się wedrzeć na teren fortu, zostali jednak przygnieceni ogniem karabinów maszynowych i wycofali się. Dalsze działania wstrzymano ze względu na kolejne zawieszenie broni. Izraelscy żołnierze nadali fortowi przydomek „Potwór na wzgórzu”.
W wyniku operacji Jo’aw wojska egipskie poniosły tak dotkliwe straty, że praktycznie zostały wyeliminowane z jakichkolwiek działań ofensywnych. Nie oznaczało to jednak końca walk na froncie południowym. Egipski korpus ekspedycyjny został podzielony na trzy odrębne zgrupowania, które zajmowały pozycje w następujących obszarach: (1) regionie nadmorskim, (2) regionie centralnym wokół wioski Al-Faludża i (3) regionie wschodnim wokół Hebronu. Dodatkowo pomiędzy Irak Suwajdan a Irak al-Manszija utknęły trzy bataliony piechoty. Egipskie dowództwo obawiało się, że pozostałe jednostki mogą również znaleźć się w podobnej sytuacji co okrążona w obszarze al-Faludża 4 Brygada, dlatego podjęło decyzję o wycofaniu na południe wszystkich wojsk zlokalizowanych na północ od wioski Bajt Hanun. W dniu 28 października egipscy żołnierze opuścili rejon wioski Isdud, a 6 listopada al-Majdal. Opuszczone tereny natychmiast zajęli Izraelczycy. Przy okazji zajęto rejon zniszczonego kibucu Jad Mordechaj. Dużą trudnością był pozostający z tyłu tzw. „worek al-Faludża”, gdzie znajdowała się otoczona 4 Brygada. Zakładano, że Egipcjanie zdołają wytrzymać w oblężeniu maksimum do dwóch tygodni czasu. Nie podejmowano więc żadnych większych działań operacyjnych, koncentrując się jedynie na uszczelnieniu pierścienia okrążenia. Przedłużające się jednak oblężenie, wiązało na południu znaczne siły, które nie mogły być użyte na innych odcinkach walk. Poszukując rozwiązania izraelskie dowództwo przeanalizowało przebieg operacji Jo’aw. Uzmysłowiono sobie, że nie istnieje żadna współpraca pomiędzy arabskimi państwami uczestniczącymi w wojnie. Walczące arabskie armie były pozostawione same sobie, a dodatkowo osłabione w wyniku braku dostaw zaopatrzenia. Widząc te słabości przeciwnika, Izraelczycy rozpoczęli planowanie kolejnej operacji militarnej na południu, której celem miało być zmniejszenie obszaru „worka al-Faludża”. Plan operacji Szmone zaproponował dowódca 8 Brygady Pancernej, Jicchak Sade. Operacja została nazwana „osiem”, ponieważ 8 Brygada miała przeprowadzić atak na fort Irak Suwajdan. Sadeh wiedział, że fort jest bardzo dobrze broniony i nie możliwy do zdobycia przez atak z zaskoczenia. Rozwiązaniem wydawało się przeprowadzenie zaskakującego manewru, dzięki któremu można było wygrać bitwę. Zaproponował on, aby atak przeprowadzić w ciągu dnia, przy wykorzystaniu przytłaczającej siły wsparcia artyleryjskiego. Plan ostrzału artyleryjskiego opracował młody oficer Dan Kessler. Następnie do ataku miały przystąpić dwie kolejne fale żołnierzy. W odwodzie miała pozostawać trzecia fala rezerwowa. Ataki dywersyjne zaplanowano w wioskach Irak Suwajdan i Irak al-Manszija.

## Układ sił

### Siły arabskie
W rejonie tzw. „worka al-Faludża” znajdowała się część sił 4 Brygady dowodzonej przez Tawfika Mujahid Radwana. W obszarze strategicznego fortu Irak Suwajdan pozycje obronne zajął batalion piechoty wzmocniony batalionem karabinów maszynowych. Dowódcą obrony był Mohamed Kamel Rahmani. Na wschód od niego znajdowały się pozycje drugiego batalionu piechoty dowodzonego przez Ahmeda Tawfika. Następnie w rejonie wiosek al-Faludża i Irak al-Manszija znajdował się trzeci batalion piechoty. Żołnierze byli pozbawieni zaopatrzenia i posiadali niskie morale.

### Siły żydowskie
Siły Obronne Izraela przygotowały do przeprowadzenia operacji Szmone 8 Brygadę Pancerną, której wsparcie zapewniała część Brygady Giwati. Wykorzystując brak działań wojennych na innych frontach, w rejon Irak Suwajdan ściągnięto duże zgrupowanie artylerii. Były to dwie baterie armat Saint Chamond-Mondragón (kaliber 75 mm), dwie baterie armat polowych 7,5 cm Feldkanone 18 (75 mm), liczne armaty 6-funtowe (57 mm) oraz szesnaście moździerzy kaliber 120 mm. Dowództwo nad operacją objął Jicchak Sade.

## Przebieg operacji

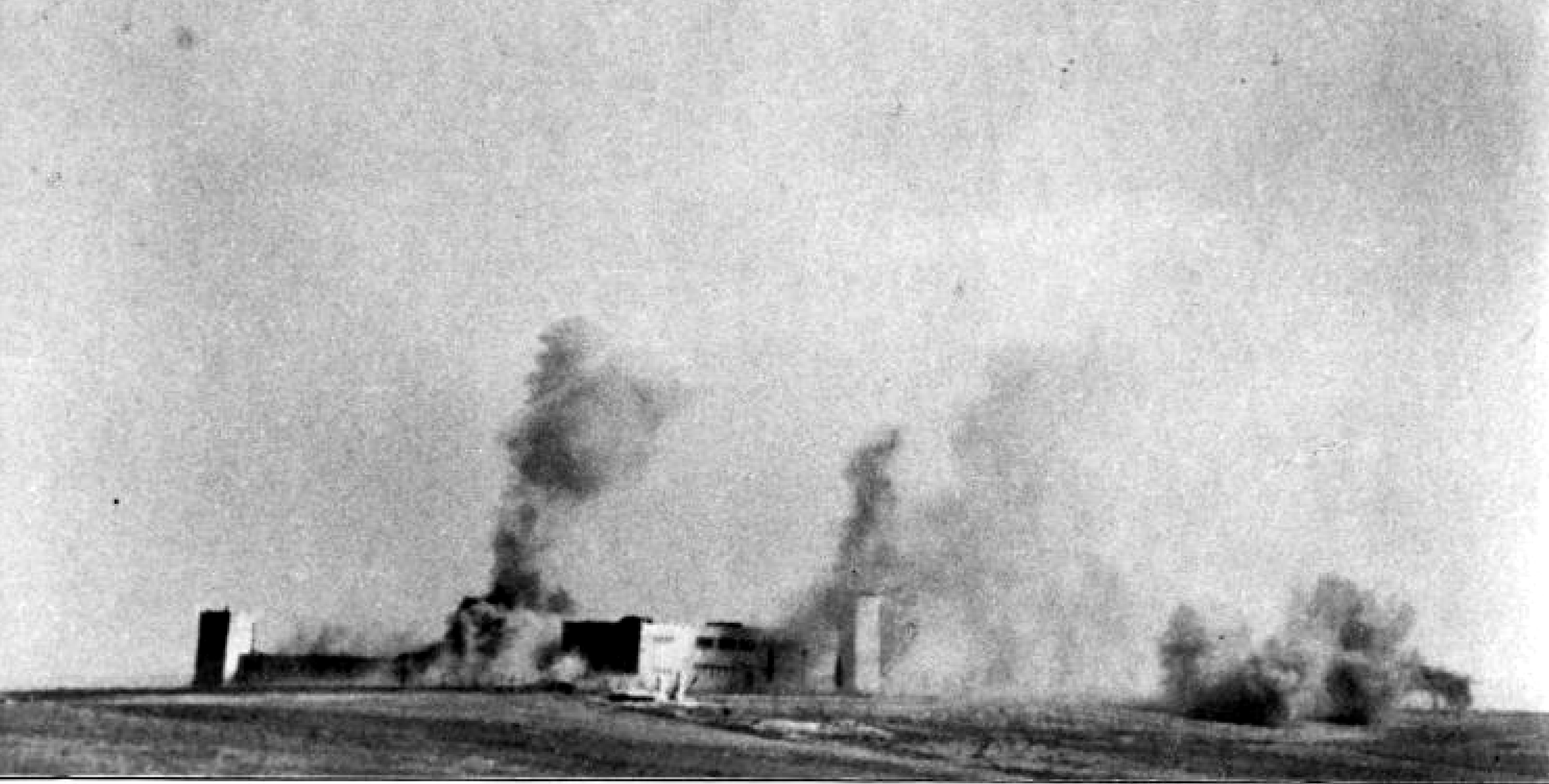
Bombardowanie fortu Irak Suwajdan, 9 listopada 1948

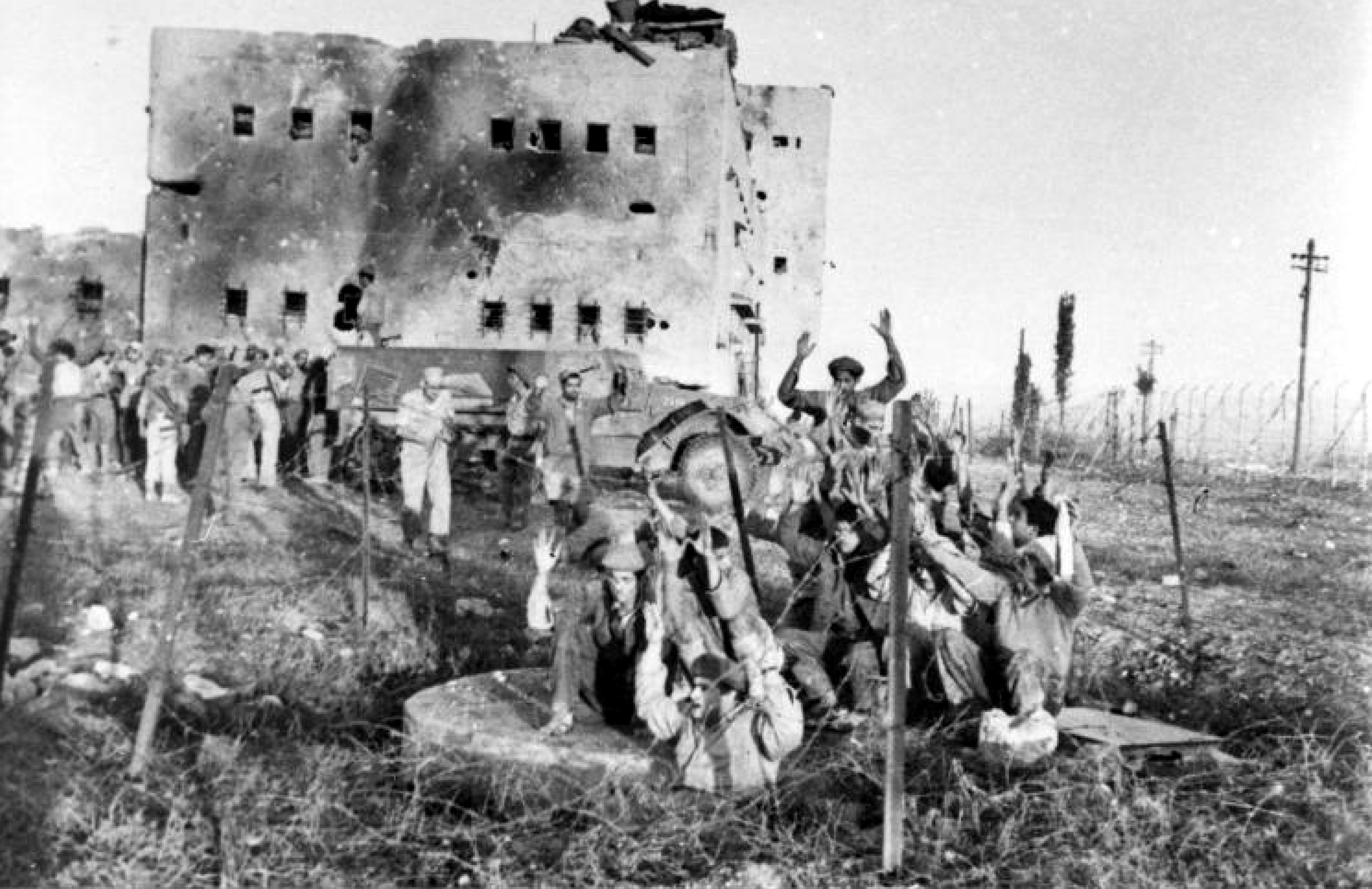
Egipscy jeńcy wojenni w Irak Suwajdan

operacja Szmone rozpoczęła się 9 listopada 1948 o godzinie 14:00. Przez pierwsze dwie godziny całość izraelskiej artylerii prowadziła ogień na wprost, starając się zniszczyć egipskie fortyfikacje, punkty ogniowe i wejścia do budynków fortu. Ostrzałowi artyleryjskiemu towarzyszył nalot trzech ciężkich bombowców B-17 Flying Fortress. W międzyczasie, żołnierze z 51 Batalionu Brygady Giwati zajęli stanowiska ogniowe na zachód od fortu, pokrywając cały obszar ogniem karabinów maszynowych.

Przygotowujące się do ataku siły otrzymały rozkaz koncentracji na południowy zachód od fortu. Uniknięto w ten sposób ostrzału egipskich dział, które zajmowały pozycje w sąsiedniej wiosce Bajt Affa. Godzinę ataku dobrano do czasu zniżenia słońca, tak aby jego światło oślepiało obrońców. Atak rozpoczął się o godzinie 15:45. Został on przeprowadzony przez siły 82 i 89 Batalionu z 8 Brygady Pancernej. Nacierających żołnierzy piechoty wspierały dwa czołgi, dwa transportery opancerzone uzbrojone w armaty 6-funtowe oraz dwa transportery uzbrojone w miotacze ognia. Atak poprowadził Abraham „Kiki” Elkin, później awansowany na podpułkownika. Przez cały czas ogień na wprost prowadziły izraelskie działa. O godzinie 15:47 jeden z pocisków strącił egipską flagę z północno-wschodniej wieży fortu. Podniosło to morale nacierających. Jicchak Sade napisał później: 
„Flaga jest symbolem. Nasi ludzie bardzo mocno szanowują symbole. Kiedy flaga upadła, odebrali to jako zwycięstwo w bitwie.”
W rezultacie ciężkiego ostrzału, bombardowania i bardzo silnego natarcia, obrona egipska upadła. O godzinie 16:00 Izraelczycy przekroczyli linie zasieków, i po wysadzeniu dziury w murze fortu, wdarli się do jego wnętrza. Około 180 egipskich żołnierzy poddało się prawie bez walki. Po upadku fortu, Egipcjanie rozpoczęli ewakuację sąsiednich pozycji w wiosce Bajt Affa, które natychmiast zajął 51 Batalionu Brygady Giwati. Następnie zajął kolejne Wzgórza 112.4, 112.6, 120.4 i 128.6. W samej wiosce Irak Suwajdan napotkano na silny, ale krótki opór. Egipskie działo przeciwpancerne trafiło dwa izraelskie transportery opancerzone. W starciu zginęło 6 Izraelczyków, a 14 zostało rannych. Następnego dnia zajęto jeszcze siedem wzgórz położonych na zachód od wioski al-Faludża.

## Reakcje i następstwa
Izraelska operacja zakończyła się sukcesem. W znacznym stopniu zmniejszono obszar „worka al-Faludża”, ograniczając go tylko do rejonu dwóch wiosek – al-Faludża i Irak al-Manszija. Znajdujące się tam siły egipskiej 4 Brygady nie miały praktycznie już szans na wyrwanie się z okrążenia. Dużym sukcesem było zdobycie fortu Irak Suwajdan, dzięki czemu wzmocniono ochronę własnych linii komunikacyjnych. Operacja wywołała jednak duże oburzenie Rady Bezpieczeństwa ONZ. Pojawiły się w niej głosy o możliwości uznania Izraela agresorem. Dla izraelskiego rządu szczególnie niebezpiecznym była rosnąca irytacja Wielkiej Brytanii, która mogła znieść embargo na dostawy broni na Bliski Wschód lub zdecydować się na interwencję zbrojną w regionie. Każde z takich posunięć byłoby korzystne dla państw arabskich, i utrudniłoby realizację dalszych planów izraelskich.